# NGC 1326A
NGC 1326A (другие обозначения — ESO 357-28, MCG -6-8-13, AM 0323-363, FCC 37, PGC 12783) — галактика в созвездии Печь.
Этот объект не входит в число перечисленных в оригинальной редакции «Нового общего каталога» и был добавлен позднее.
Галактика входит в Скопление Печи.
Галактика NGC 1326A входит в состав группы галактик NGC 1316. Помимо NGC 1326A в группу также входят ещё 22 галактики.